# Leszno
Leszno là một thị trấn thuộc tỉnh Greater Poland, phía tây Ba Lan. Từ năm 1975-1998, thị trấn nằm trong tỉnh Leszno, kể từ năm 1999 đến nay, nó thuộc quyền quản lý của tỉnh Greater Poland. Thị trấn có diện tích 31,9 km². Tính đến năm 2017, dân số của thị trấn là 64.197 người với mật độ 2.012 người/km². Do đó, nó trở thành thị trấn lớn thứ 7 ở phía nam Greater Poland.

## Thể thao

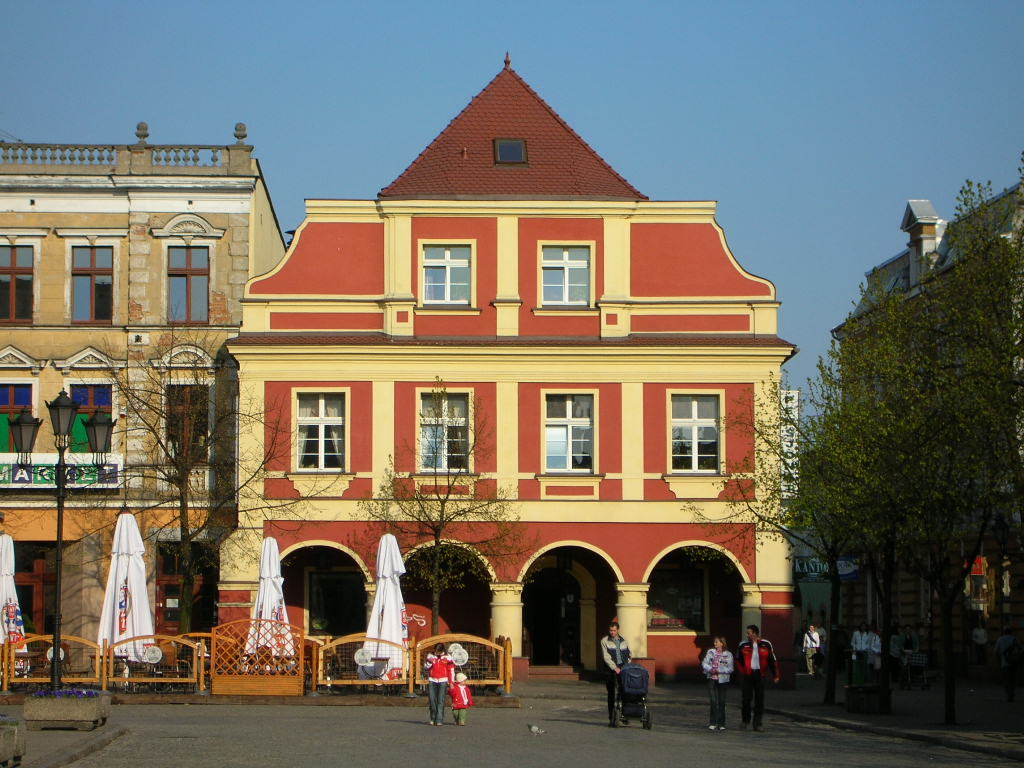
Chung cư lịch sử trên quảng trường chính

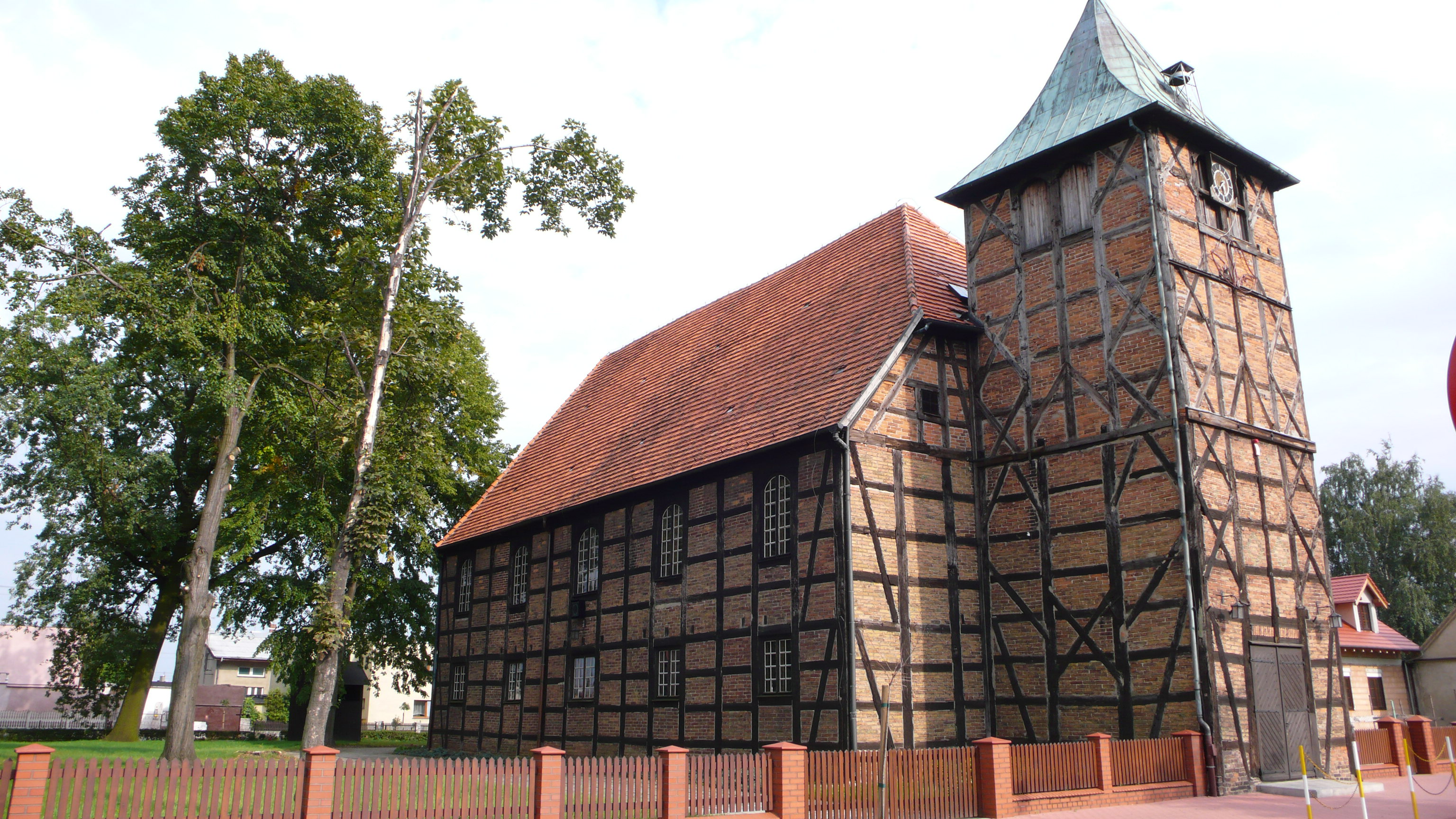
Nhà thờ Calvinist cũ có từ thế kỷ 17

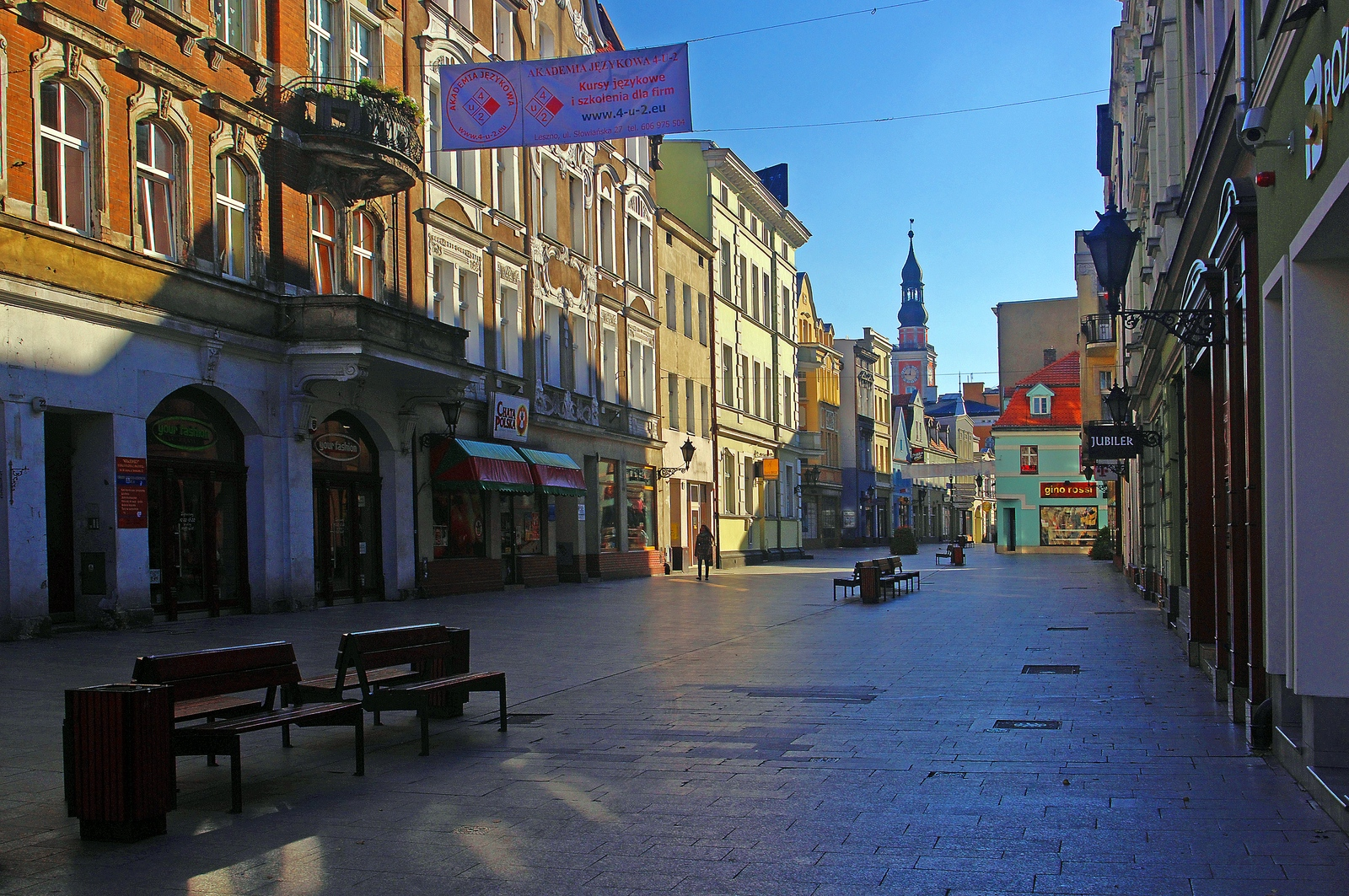
Phố Słowiańska

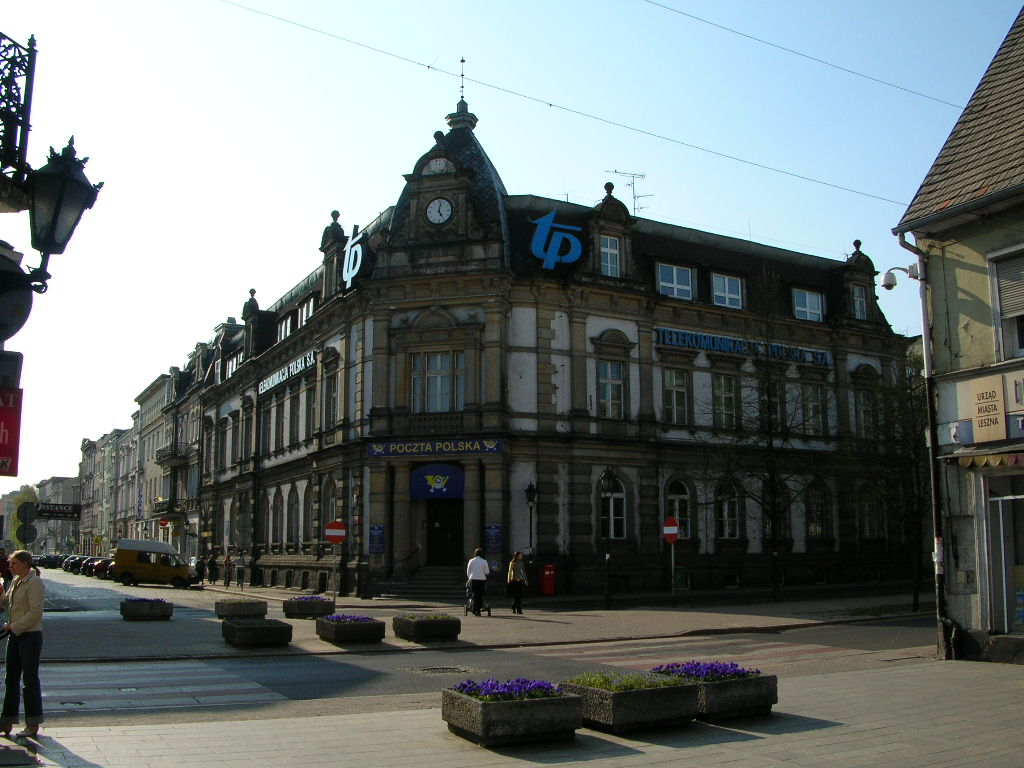
Bưu điện chính ở Leszno

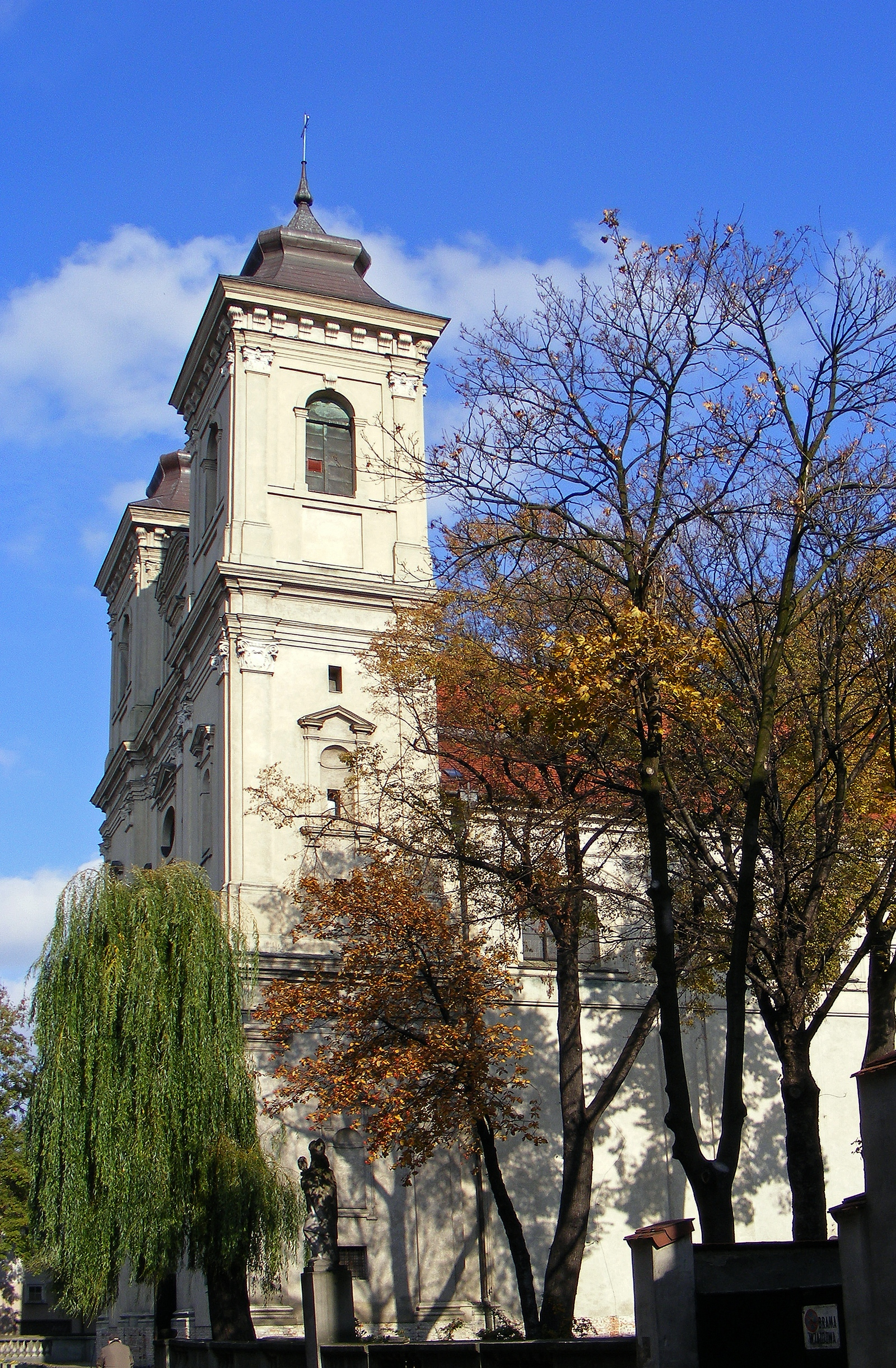
Nhà thờ Thánh Nicholas

- Câu lạc bộ xe máy Leszno - được thành lập vào năm 1938 và tái thành lập vào năm 1946 sau Chiến tranh thế giới lần thứ hai. Vào ngày 28 tháng 7 năm 1949, Câu lạc bộ xe máy Leszno được đổi tên thành Câu lạc bộ Đường đua Unia Leszno. Câu lạc bộ từng giành được 78 huy chương khác nhau kể từ khi thành lập.
- Câu lạc bộ hàng không Leszno - đây là sân bay lớn nhất trong khu vực Wielkopolska.
- Câu lạc bộ bóng đá Klub Sportowy Polonia Leszno - được thành lập vào năm 1912 tại Leszno.

## Bảo tàng
- Bảo tàng Okregowe

Bảo tàng Okregowe - được thành lập vào năm 1949. Bảo tàng chính thức được khai trương vào ngày 1 tháng 1 năm 1950. Đây là một trong những bảo tàng lâu đời nhất ở khu vực Wielkopolska của Ba Lan. Bảo tàng trưng bày những hiện vật lịch sử và văn hóa của Leszno từ 50 năm qua.

## Trường tiểu học
- Trường tiểu học số 1
- Trường tiểu học số 2
- Trường tiểu học số 3
- Trường tiểu học số 4
- Trường tiểu học số 5
- Trường đặc biệt số 6
- Trường tiểu học số 7
- Trường tiểu học số 8
- Trường tiểu học số 9
- Trường tiểu học số 10
- Trường tiểu học số 12
- Trường tiểu học số 13

## Trường trung học
- Trường trung học số 1 (http://lo1.leszno.edu.pl/)
- Trường trung học số 2 (http://www.iilo.leszno.pl/)
- Trường trung học số 3
- Trường trung học số 4
- Trường trung học tư thục

## Đại học
- Trường trung cấp nghề
- Đại học nhân văn
- Trường Cao đẳng Tiếp thị và Quản lý
- Trường cao đẳng sư phạm ngoại ngữ

## Những nhân vật nổi tiếng xuất thân từ thị trấn
- Albert Mosse (1846 - 1925) - thẩm phán và học giả người Đức
- Ludwig Kalisch (1814 - 1882) - tiểu thuyết gia người Đức gốc Do Thái
- Carl Friedrich Richard Förster (1825 - 1902) - bác sĩ nhãn khoa người Đức
- Otto Schultzen (1837 - 1875) - bác sĩ người Đức
- Ottomar Anschütz (1846 - 1907) - nhà phát minh, nhiếp ảnh gia người Đức
- Albert Moll (1862 - 1939) - bác sĩ tâm thần người Đức
- Wolfgang Martini (1891 - 1963) - tướng Đức
- Gerhard Weisser (1898 - 1989) - nhà khoa học xã hội người Đức
- Julian Eisermann (1900 - 1976) - sĩ quan Wehrmacht
- Wolfgang Thomale (1900 - 1978) - tướng Đức
- Antoni Janusz (1902 - 2000) - vận động viên và phi công người Ba Lan
- Ilse Schwidetzky (1907 - 1997) - nhà nhân chủng học người Đức
- Stanisław Grochowiak (1934 -1976) - nhà thơ và nhà viết kịch Ba Lan
- Peter Lindbergh (sinh năm 1944) - nhiếp ảnh gia và đạo diễn người Đức
- Rafał Dobrucki (sinh năm 1976) - vận động viên đua xe người Ba Lan
- Krzysztof Kasprzak (sinh năm 1984) - vận động viên đua xe người Ba Lan
- Alexandria Riordan (sinh năm 1990) - vận động viên trượt băng nghệ thuật người Mỹ gốc Ba Lan